# Чавчанидзе, Владимир Валерьянович
Владимир Валерьянович Чавчанидзе (груз. ვლადიმერ ვალერიანის ძე ჭავჭანიძე, 22 сентября 1920, Сухум, Сухумский округ — 4 января 2010) — грузинский физик, математик и кибернетик, академик Академии наук Грузии (1974), доктор физико-математических наук (1964), профессор (1967). Премия им. П. Меликишвили АН Грузинской ССР.

## Биография
С 1940 работал в Институте физики АН Грузинской ССР. В 1941 году окончил Тбилисский университет.
Участник Великой Отечественной войны (призван в 1943 году, на фронте (2-й Украинский) с 1945, артиллерист).
Кандидат физико-математических наук (1952). С 1960 работал в Институте кибернетики АН Грузинской ССР, директор (1960—1981).
Член КПСС с 1983 года.

## Научные интересы
Труды по теории информации, прикладной математике, квантовой механике, теоретической биокибернетике.

## Характеристики современников
Живой и подвижный, несмотря на свою тучность, с вечно искрящимися радостью глазами, напоминающими маслины, которые он обожал, «Вова» был, как персонаж «Золотого телёнка» Ильфа и Петрова, который или «только что был здесь», или «только что вышел»— ГРУЗИНСКАЯ РАПСОДИЯ in blue  Прокопчук Артур Андреевич — «Вова» — (Владимир Валерьянович Чавчанидзе)